# Ja cię kocham, a ty śpisz
Ja cię kocham, a ty śpisz (ang. While You Were Sleeping) – komedia romantyczna produkcji amerykańskiej w reżyserii Jona Turtletauba z 1995 roku.

## Opis fabuły
Lucy Moderatz przyjechała do Chicago z małego miasteczka w poszukiwaniu pracy i szczęścia. Mieszka sama w wynajętym mieszkaniu, a za towarzysza ma szaroburego kota, który jest jedyną bliską jej istotą. Podkochuje się w niej Joe Junior, właściciel czynszowego domu, w którym mieszka, ale ona nie bierze poważnie zalotów mężczyzny, którego uważa za zarozumialca. Lucy jest zakochana w nieznajomym, którego widuje codziennie na stacji metra, gdzie pracuje w kasie biletowej. On nigdy nie zwraca na nią uwagi, należy do innego świata. Ubrany w beżowy płaszcz z drogiej wielbłądziej wełny, z czarnym neseserem w ręku co dzień mija obojętnie niepozorną, skromną bileterkę.
Gdy zbliża się Boże Narodzenie, ruch na stacji metra powoli zamiera. Lucy jako jedyna spośród pracowników samotna osoba ma dyżur. Siedząc w biletowym okienku, pogrąża się w zadumie nad swoim losem. Nawet nie zauważa, że przed kasą znowu pojawia się on. Tym razem mężczyzna rzuca dziewczynie mimochodem grzecznościowe "Wesołych świąt". Wyrwana z odrętwienia Lucy nie zdąży wydobyć z siebie nawet jednego słowa. Po chwili widzi na peronie dwóch chuliganów, którzy brutalnie atakują jej ukochanego. Mężczyzna spada na tory, tracąc przytomność. Ostatkiem sił przerażona Lucy odciąga go na bok sprzed pędzącego pociągu.
Zaczyna się sekwencja pomyłek. Najpierw personel szpitala uznaje Lucy za narzeczoną pacjenta, zezwalając jej czuwać przy łóżku chorego, który wskutek odniesionych obrażeń zapadł w śpiączkę. Zjawia się w komplecie rodzina Callaghanów: ojciec, matka, siostra, babcia, którzy również biorą ją za dziewczynę Petera. Lucy od razu przypada im do gustu. Proszą narzeczoną syna, aby spędziła z nimi święta Bożego Narodzenia, a ona przyjmuje zaproszenie. Okazuje się, że Peter ma również brata, Jacka, który zadurza się z wzajemnością w Lucy. Tymczasem ze śpiączki budzi się Peter i dowiaduje się, że ma narzeczoną Lucy, która uratowała mu życie.

## Obsada
- Sandra Bullock – Lucy Eleanor Moderatz
- Bill Pullman – Jack Callaghan
- Peter Gallagher – Peter Callaghan
- Peter Boyle – Ox Callaghan
- Jack Warden – Saul
- Micole Mercurio – Midge Callaghan
- Jason Bernard – Jerry Wallace
- Michael Rispoli – Joe 'Joey' Fusco, Jr.
- Ally Walker – Ashley Bartlett Bacon
- Monica Keena – Mary Callaghan
- Glynis Johns – Elsie
- Krista Lally – Phyllis
- Marcia Wright – Celeste
- Kate Reinders – Beth
- Shea Farrell – Mąż Ashley
- Mike Bacarella – Joe Fusco, Sr.
- Joel Hatch – Ksiądz
- James Krag – Dalton Clarke
- Megan Schaiper – Mała Lucy
- Richard Pickren – Ojciec Lucy
- Bernie Landis – Portier
- Dick Cusack – Dr Rubin
- Ruth Rudnick – Wanda
- Thomas Q. Morris – Mężczyzna w sali Petera
- Marc Grapey – Internista
- Peter Siragusa – Sprzedawca hot-dogów
- Susan Messing – Przyjaciółka Celeste
- Ann Whitney – Pielęgniarka pobierająca krew
- Gene Janson – Mężczyzna w kościele
- Kevin Gudahl – Policjant na urazówce
- Margaret Travolta – Przyjmująca pielęgniarka
- Rick Worthy – Pielęgniarz

## Nagrody i wyróżnienia
- American Comedy Awards (American Comedy Award)
  - Sandra Bullock (nominacja, 1996)
- Broadcast Music Incorporated (BMI Film Music Award)
  - Randy Edelman (wygrana, 1996)
- Casting Society of America (Artios)
  - Amanda Mackey Johnson i Cathy Sandrich – casting na najlepszy film fabularny, komedia (nominacja, 1995)
- Golden Screen (Golden Screen)
  - wygrana, 1995
- Hollywoodzkie Stowarzyszenie Prasy Zagranicznej (Złoty Glob)
  - Sandra Bullock – najlepsza aktorka w komedii lub musicalu (nominacja, 1996)
- MTV Movie Awards (Złoty Popcorn)
  - Sandra Bullock – najlepsza aktorka (nominacja, 1996)
  - Sandra Bullock – najbardziej pożądana kobieta (nominacja, 1996)